# Roberto Leher
Roberto Leher é um biólogo, pedagogo, professor e ex-reitor da Universidade Federal do Rio de Janeiro (UFRJ).

## Vida acadêmica
Graduado em Licenciatura em Ciências Biológicas pela UFRJ em 1984, o professor tem mestrado em Educação pela Universidade Federal Fluminense (UFF) e doutorado em Educação pela Universidade de São Paulo (USP). Leher é professor titular da Faculdade de Educação e do Programa de Pós-Graduação em Educação da UFRJ e servidor da instituição desde 1988.
De 1997 a 1999, foi presidente da Seção Sindical dos Docentes da UFRJ (Adufrj-Ssind) e, de 2000 a 2002, do Andes-SN, sindicato nacional dos docentes das instituições de ensino superior. Na universidade, foi eleito representante dos professores titulares do Centro de Filosofia e Ciências Humanas (CFCH), no Conselho Universitário (Consuni).
Foi eleito em 7 de maio de 2015 novo reitor da Universidade Federal do Rio de Janeiro tomando posse do cargo 3 de julho do mesmo ano, ao lado de Denise Nascimento como vice-reitora, sendo assim o 28º reitor da instituição.
Recebeu em 2014 a medalha Pedro Ernesto, como homenagem ao seu trabalho como educador.
Assinou um manifesto em defesa da soberania nacional e contra as recentes declarações do presidente dos Estados Unidos, Donald Trump, repudiando a tentativa de interferência estrangeira no Judiciário brasileiro e denunciando o caráter político da decisão norte-americana de elevar para 50% a tarifa de importação de produtos brasileiros.

### Incêndio do Museu Nacional
Leher era reitor da UFRJ quando ocorreu o trágico incêndio do Museu Nacional, mantido pela universidade. Após a tragédia, que destruiu grande parte de um acervo de mais de 20 milhões de itens, Leher disse que "É óbvio que a forma de combate não guardou proporção com o tamanho do incêndio. Percebemos claramente que faltou logística e capacidade de infraestrutura do Corpo de Bombeiros que desse conta de um acontecimento tão devastador com foi esse".

## Vida política
Roberto Leher é filiado ao Partido Socialismo e Liberdade. Em 19 de janeiro de 2017, a procuradoria da república entrou com uma representação contra a sua pessoa por improbidade administrativa, na função de reitor da UFRJ, por supostamente, usar a estrutura da Universidade para promover atos político-partidários. Contudo, em 16 de maio do mesmo ano, a justiça julgou tal representação como improcedente. A justificativa apresentada foi a "inexistência de improbidade" no caso em questão.